# Aulacomnium
Genre
Aulacomnium est un genre de mousses.

## Liste d'espèces
Selon ITIS:
- Aulacomnium acuminatum (Lindb. et Arnell) Kindb.
- Aulacomnium androgynum (Hedw.) Schwaegr.
- Aulacomnium heterostichum (Hedw.) Bruch et Schimp. in B.S.G.
- Aulacomnium palustre (Hedw.) Schwaegr.
- Aulacomnium turgidum (Wahlenb.) Schwaegr.